# Anaxandra
Anaxandra (altgriechisch Ἀναξάνδρα), Tochter des Nealkes, war eine antike griechische Malerin. Ihre Wirkzeit wird in der zweiten Hälfte des 3. Jahrhunderts v. Chr. angesetzt.
Größere Details sind zu Anaxandra und ihrem Werk nicht bekannt. Die einzigen Informationen stammen von Clemens von Alexandria, der diese von Didymos Chalkenteros übernommen hatte und in seinem Werk an einer Stelle aufführte, in der es darum ging, dass sowohl Männer als auch Frauen in bestimmten Bereichen Perfektion erlangen können. Heinrich Brunn vertrat die Annahme, dass es sich beim bei Plinius erwähnten Anaxander um eine Verschreibung handelt, aber Anaxandra gemeint war. Andere Anhaltspunkte als eine starke Namensähnlichkeit gibt es jedoch nicht. Wahrscheinlich war sie Schülerin ihres Vaters und lebte wie dieser in Alexandria, wo Nealkes zu den Begründern der alexandrinischen Malerschule gehörte. Auch die Lebenszeit des Nealkes kann nur aufgrund seiner Freundschaft zu Aratos von Sikyon in die Mitte des 3. Jahrhunderts v. Chr. datiert werden, daran orientiert sich auch die vermutete Lebens- und Schaffenszeit der Anaxandra.
1994 benannte die Internationale Astronomische Union einen Krater von 20 Kilometer Durchmesser auf der Venus nach Anaxandra. Auch in Judy Chicagos Kunstwerk The Dinner Party ist Anaxandra als eine der 999 genannten Frauen auf einer Fliese vertreten. Sie wird dort mit anderen antiken bildenden Künstlerinnen und Dichterinnen dem Gedeck der Dichterin Sappho beigeordnet. Caroline B. Cooney nannte die Hauptfigur in ihrem im Trojanischen Krieg angesiedelten Jugendbuch Anaxandra. Eine Prinzessin in Troja Anaxandra, diese hat aber nur den seltenen Namen mit der Künstlerin gemein.

## Einzelbelege
1. ↑  Clemens von Alexandria: Stromateis 4,124
2. ↑  Plinius der Ältere, Naturalis historia 35,146. Vgl. Heinrich Brunn: Geschichte der griechischen Künstler. Band 2: Die Maler. Die Architekten. Die Toreuten. Die Münzstempelschneider. Die Gemmenschneider. Die Vasenmaler. Stuttgart 1859, S. 291. Übernommen etwa in Otto Rossbach: Anaxandros 8. In: Paulys Realencyclopädie der classischen Altertumswissenschaft (RE). Band I,2, Stuttgart 1894, Sp. 2080.
3. ↑  Peter Cattermole, Patrick  Moore: Atlas of Venus. Cambridge University Press, Cambridge und andere 1997, ISBN 0-521-49652-7, S. 113.
4. ↑  Venus Crater Database, $name. Abgerufen am 5. Februar 2021.
5. ↑  Anaxandra – Eine Prinzessin in Troja | Politik für Kinder, einfach erklärt - HanisauLand.de. Abgerufen am 5. Februar 2021.

| Personendaten    | Personendaten                                      |
| ---------------- | -------------------------------------------------- |
| NAME             | Anaxandra                                          |
| ALTERNATIVNAMEN  | Ἀναξάνδρα (altgriechisch)                          |
| KURZBESCHREIBUNG | antike griechische Malerin                         |
| GEBURTSDATUM     | 3. Jahrhundert v. Chr.                             |
| STERBEDATUM      | 3. Jahrhundert v. Chr. oder 2. Jahrhundert v. Chr. |